# 同志社英学校

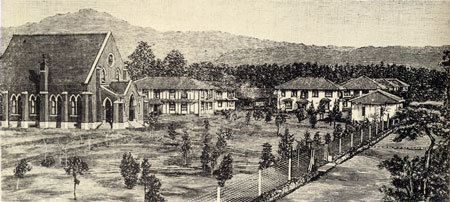
今出川校地移転後の同志社英学校（1886年）

同志社英学校（どうししゃえいがっこう、Doshisha English School）とは、1875年（明治8年）京都府に開かれた私塾である。それは、キリスト新教改革教会（カルバン主義プロテスタント）清教徒運動組合派の宣教師であった新島襄らが創った学び舎だった。同志社英学校を創るにあたり新島は、アメリカ合州国に在る組合派系の海外伝道団体である「アメリカン・ボード」の力添えによった。この同志社英学校が今の、キリスト教主義の私立大学である同志社大学の元となっている。

## 概観

### 略歴

#### 同志社英学校の開校
新島襄は1874年（明治7年）10月9日に米国バーモント州ラットランドのグレース教会で開かれたアメリカン・ボード海外伝道部の第65年会で日本におけるキリスト教主義大学の設立を訴えて5,000ドルの寄付の規約を得て、翌月26日に横浜に帰着した。
1875年（明治8年）1月、新島は木戸孝允の斡旋で大阪に学校を設立しようとしたが、府知事渡辺昇のキリスト教反対のため断念した。
その後、新島は京都府知事槇村正直および府顧問山本覚馬に学校設立の協力を求め、山本との結社によりアメリカン・ボード宣教師J.D.デイヴィスを雇用する形で「私塾開業願」を京都府知事宛に提出し、9月4日に認可を受けた。官許同志社英学校は11月29日に上京第22区寺町通丸太町上ル松蔭町18番地の高松保実邸の一角を借りて開校した。最初の生徒は中島力造・元良勇次郎・上野栄三郎など8名であった。
1876年（明治9年）9月、相国寺門前薩摩藩邸跡（現在の今出川校地）に移転。同じ頃に熊本バンドと呼ばれる一団30数名が入学し、英学校に余科（神学科）を併置した。1879年（明治12年）6月における第1回卒業生15名はすべて熊本バンドの面々であった。
同志社英学校は欧化主義の時代風潮の中で入学志願者が増加したため、英学校上級生が中心となって1887年（明治20年）に1年制の同志社予備学校を開設した。1888年（明治20年）6月に同志社諸学校を同志社学院と総称し、その下に予備部・普通部・神学部・女学校を置いたが、翌年9月に同志社学院の呼称を廃して同志社予備学校・同志社普通学校・同志社神学校・同志社女学校と改称した。

#### 新島没後の混乱
新島の大学設立構想は同志社病院・京都看病婦学校（1887年開設）、波理須理化学校（1890年開校）、同志社政法学校（1891年開校）によってまがりなりにも実現を見たが、折からの国粋主義の台頭、新神学の流入による日本キリスト教界の混乱、さらに同志社を物心両面で支援してきたアメリカン・ボードとの対立に巻き込まれ、一時は1,000名近くに達した生徒数は1897年（明治30年）頃には約350名にまで激減した。
1898年（明治31年）2月、同志社は徴兵猶予の特典を得るために同志社綱領を改訂して校友・関係者の反発を招き、横井時雄社長以下社員総辞職の失態を演じた。翌年に同志社財団寄付行為が制定され、同志社は2代続けて社外者（西原清東と片岡健吉）を社長に迎えた。
1904年（明治37年）専門学校令による同志社専門学校と同志社神学校を設けたが、その内実はリストラであり、理科学校・政法学校・病院・看病婦学校は閉鎖のやむなきに至った。

#### 専門学校令による同志社大学の開校
1907年（明治40年）、同志社は神戸教会牧師原田助を第7代社長に迎えてから再び上昇の機運を迎える。原田は1910年（明治43年）に欧米を歴訪して資金募集やアメリカン・ボードとの関係回復に努め、さらに校友会を中心とする大学設立運動により1912年（明治45年）、専門学校令による同志社大学を開設して神学部・政治経済部・英文科を置いた。しかし、開校当初は神学部を除いて京都帝大からの出向教員を中心に教授陣を編成せざるを得ず、真の自立した私学とは言い難い面があったのは事実である。
同志社大学が名実ともに大学令による制度上の大学に昇格したのは1920年（大正9年）4月のことである。

### 年表

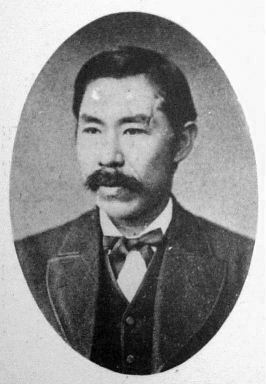
新島襄

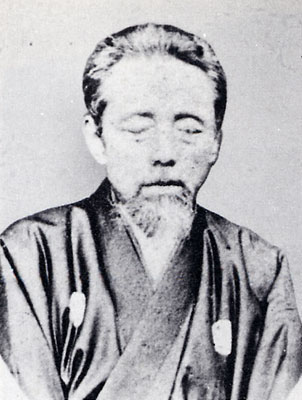
山本覚馬

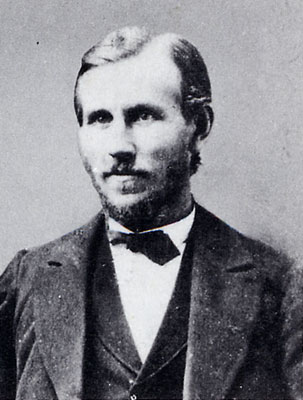
デイヴィス

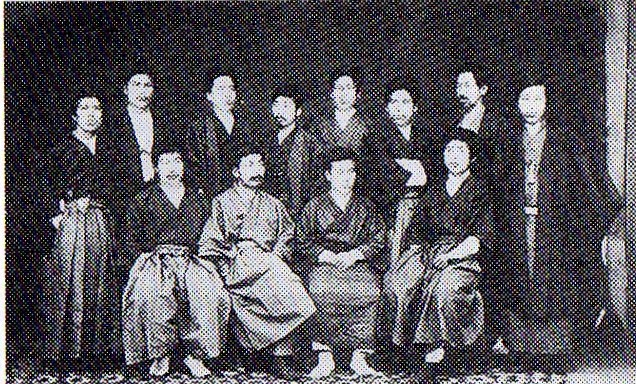
英学校最初の卒業生（1879年）

- 1874年 新島襄、アメリカン・ボード第65年会（バーモント州ラットランド）に出席し、日本でのキリスト教主義大学設立の意志を表明。
- 1875年 京都寺町（現在の新島旧邸敷地）に開校する。教員2人（新島とJ.D.デイヴィス）、生徒8人。
- 1876年 山本覚馬から寄贈された今出川校地（相国寺二本松の旧薩摩藩邸跡地）に移転。余科（神学科）を併置。熊本バンド約35人が入学。
- 1877年 同志社分校女紅場を開設（現・同志社女子大学）。
- 1878年 旧二条関白邸跡に同志社女学校正式に開校。
- 1879年 第1回卒業式を挙行[8]。
- 1880年 自鞭事件起こる。
- 1883年 「同志社社則」4ヵ条を制定。
- 1884年 彰栄館竣工（同志社最初の煉瓦建築）。
- 1885年 校友会を結成。
- 1886年 余科を廃し、神学専門科（英語神学科・邦語神学科）を設置。礼拝堂の献堂式を挙行。仙台に東華学校を設立（1892年廃校）。
- 1887年 医学校構想の一環として、同志社病院・京都看病婦学校を創設。同志社予備学校設置。書籍館（現・有終館）竣工。
- 1888年 同志社英学校と同志社予備学校を併せて同志社学院（予備学部、普通学部、神学部）設置。「同志社大学設立の旨意」を全国の主要な雑誌・新聞に発表。「同志社通則」36ヵ条を制定。
- 1889年 同志社学院を同志社予備学校、同志社普通学校、同志社神学校と改称。
- 1890年 新島襄永眠。波理須理化学校を9月に開校。
- 1891年 政法学校開校。政治学科と理財科を置く。
- 1892年 波理須理化学校を波理須理科学校と改称。
- 1893年 同志社徽章を制定。
- 1894年 神学館（現・クラーク記念館）竣工。
- 1895年 キリスト教義と教育勅語の精神との全国的論争が同志社内部にも波及する。
- 1896年 同志社普通学校を同志社高等普通学校と改称。アメリカン・ボードとの関係悪化により外国人宣教師団が同志社から引き上げる[9]（1900年復帰）[10]。
- 1897年 高等普通学校・政法学校・波理須理科学校を高等学部文科学校・高等学部政法学校・高等学部波理須理科学校に改制。
- 1898年 「同志社綱領」改訂をめぐって反対運動起こる（翌年に綱領復元）[11]。
- 1900年 同志社財団寄付行為制定。社員会を理事会と改称[12]。
- 1904年 専門学校令による同志社専門学校と同志社神学校を開校。政法学校、理科学校などは廃止もしくは統合。
- 1906年 同志社病院・京都看病婦学校閉館。
- 1907年 新島襄が帝国教育会から六大教育家の一人として顕彰される。
- 1909年 同志社カレッジソング制定[13]。帝国教育会から「教育上功績上顕著なる私学の一」として慶應、早稲田、明治、中央、専修とともに表彰される[14]。

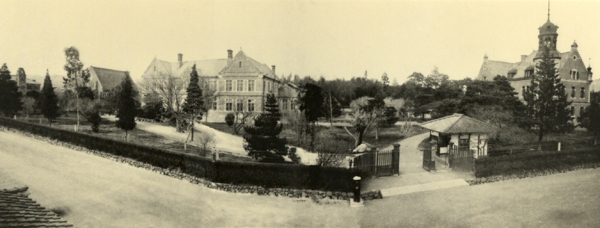
大正初期の同志社大学

- 1912年 専門学校令による同志社大学を開校（社長・原田助）。神学部、政治経済部、英文科を設置。
- 1913年 英文科卒業生に中等教員無試験検定資格を認定。
- 1916年 学長を置き、社長がこれを兼任する（翌年兼任制を廃止）。
- 1917年 図書館に愛山文庫（大原孫三郎の寄贈）を設置。
- 1918年 社長を総長と改称する。予科の修業年限を2年に延長する。
- 1919年 英文科を文学部、政治経済部を法学部と改称。
- 1920年 キリスト教系の私学で最初に大学令に基づいた大学に昇格（総長・海老名弾正）。文学部（神学科・英文学科）、法学部（政治学科・経済学科）、大学院、予科を開校。
- 1922年 専門学校令による大学を同志社専門学校に改組。

## 基礎データ

### 同志社綱領
1888年（明治21年）に制定された「同志社通則」の第一章は「綱領」と題する総則で、以下の6ヵ条からなっていた。なお、『蘇峰自伝』によれば「当時制定せられたる同志社通則、即ち同志社の憲法なども先生の望みに任せて、予がその原案を起草した」という。

### 象徴

#### 徽章
正三角形を3つ寄せたもので、国あるいは土を意味するアッシリア文字「ムツウ」を図案化したもの。知・徳・体の三位一体あるいは調和をめざす同志社の教育理念をあらわすものと解釈されている。考案者は湯浅半月。

#### スクールカラー
ロイヤル・パープル（古代紫と江戸紫の中間色）と白の2色。創立者新島襄の母校、アーモスト大学のスクールカラーと同色。

#### 校歌
- Doshisha College Song（ウィリアム・メレル・ヴォーリズ作詞・カール・ヴィルヘルム（英語版）作曲）
  - 1908年に同志社の教員であったシドニー・ギューリックが音楽好きの学生に頼まれ校歌を作ることにした。当時京都YMCA会館を建設するために京都に滞在していた友人であるウィリアム・メレル・ヴォーリズに作詞を依頼。ヴォーリズはドイツの軍歌（あるいは愛国歌）の「ラインの守り」を基にし、歌詞をつけた[19][20]。また当時の多くの宣教師の出身校であるイェール大学の校歌にも同じメロディが使われている。なお、ヴォーリズは後に致遠館（1916年築）など、いくつかの建物の設計も行っている。

## 歴代社長
（1918年以後は総長）
| 代 | 社長 | 社長       | 在任時期                | 備考                                                                                          |
| -- | ---- | ---------- | ----------------------- | --------------------------------------------------------------------------------------------- |
| 1  |      | 新島襄     | 1875年11月 - 1890年1月  | 同志社大学の前身、同志社英学校の創立者、校祖                                                  |
| 臨 |      | 山本覚馬   | 1890年1月 - 1892年3月   | 会津藩士、軍事取調役兼大砲頭取、公用人、京都府会初代議長 京都商工会議所会頭、新島襄の義兄     |
| 2  |      | 小崎弘道   | 1892年3月 - 1897年4月   | 日本組合基督教会会長、日本基督教連盟会長                                                      |
| 代 |      | 市原盛宏   | 1894年                  | 朝鮮銀行初代総裁、横浜市長                                                                    |
| 臨 |      | 中村栄助   | 1897年4月 - 1897年5月   | 衆議院、京都市会議長、京都鉄道会社理事、京都電燈会社取締役 伏見紡績会社社長、平安紡績会社社長 |
| 3  |      | 横井時雄   | 1897年5月 - 1899年3月   | 逓信省官房長、衆議院議員、横井小楠子息                                                        |
| 臨 |      | 下村孝太郎 | 1899年3月 - 1899年7月   | 前任者の辞職により臨時名誉社長となる                                                          |
| 4  |      | 西原清東   | 1899年7月 - 1902年3月   | 衆議院議員、アメリカテキサス州開拓日本人移民のパイオニア                                      |
| 5  |      | 片岡健吉   | 1902年3月 - 1903年10月  | 自由民権運動推進者、衆議院議長                                                                |
| 6  |      | 下村孝太郎 | 1903年10月 - 1906年11月 | 化学工学先駆者、大阪舎密工業（現大阪ガス）代表取締役社長、住友化学設立                        |
| 臨 |      | 松山高吉   | 1906年11月 - 1907年1月  | 牧師、日本における賛美歌事業の草分け                                                          |
| 7  |      | 原田助     | 1907年1月 - 1919年1月   | ハワイ大学東洋学部長、ハワイ大学LLD、エディンバラ大学LLD、アマースト大学LLD                   |
| 臨 |      | 中村栄助   | 1919年1月 - 1920年3月   | 前任者の辞職により臨時総長となる                                                              |
| 8  |      | 海老名弾正 | 1920年4月 - 1928年11月  | キリスト教思想家、言論界における重鎮                                                          |

## 主な在籍者

### 同志社英学校時代の在籍者

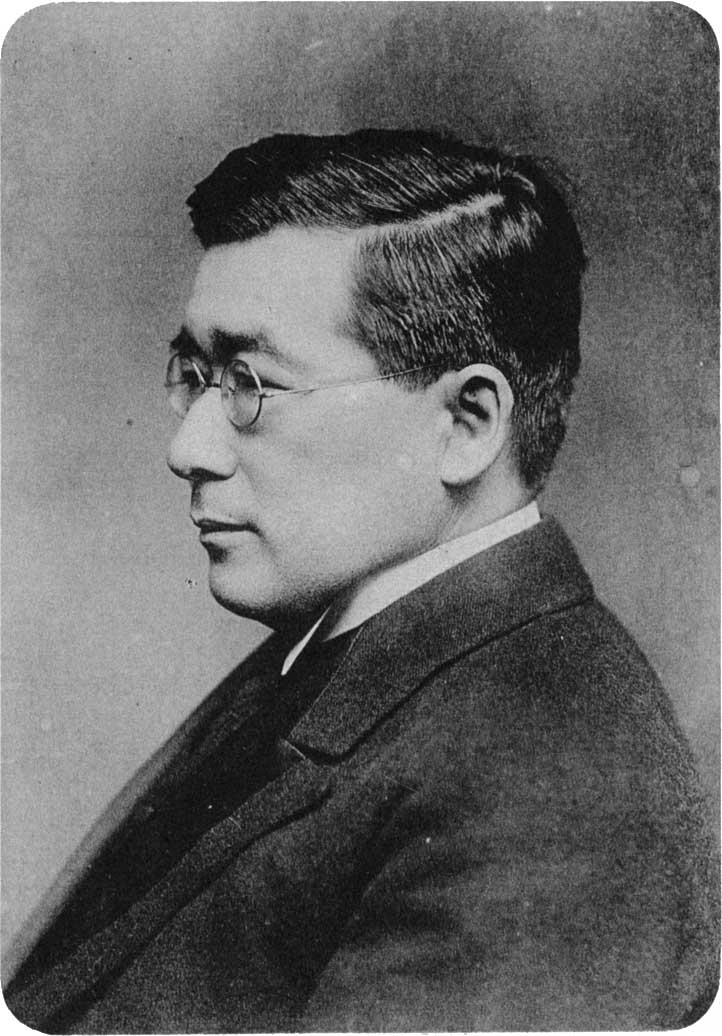
中島力造

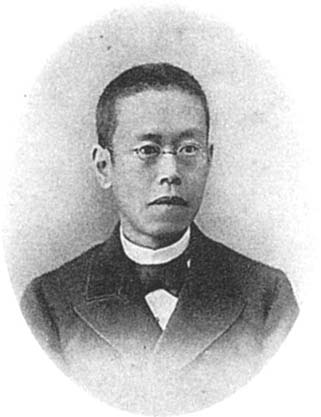
元良勇次郎

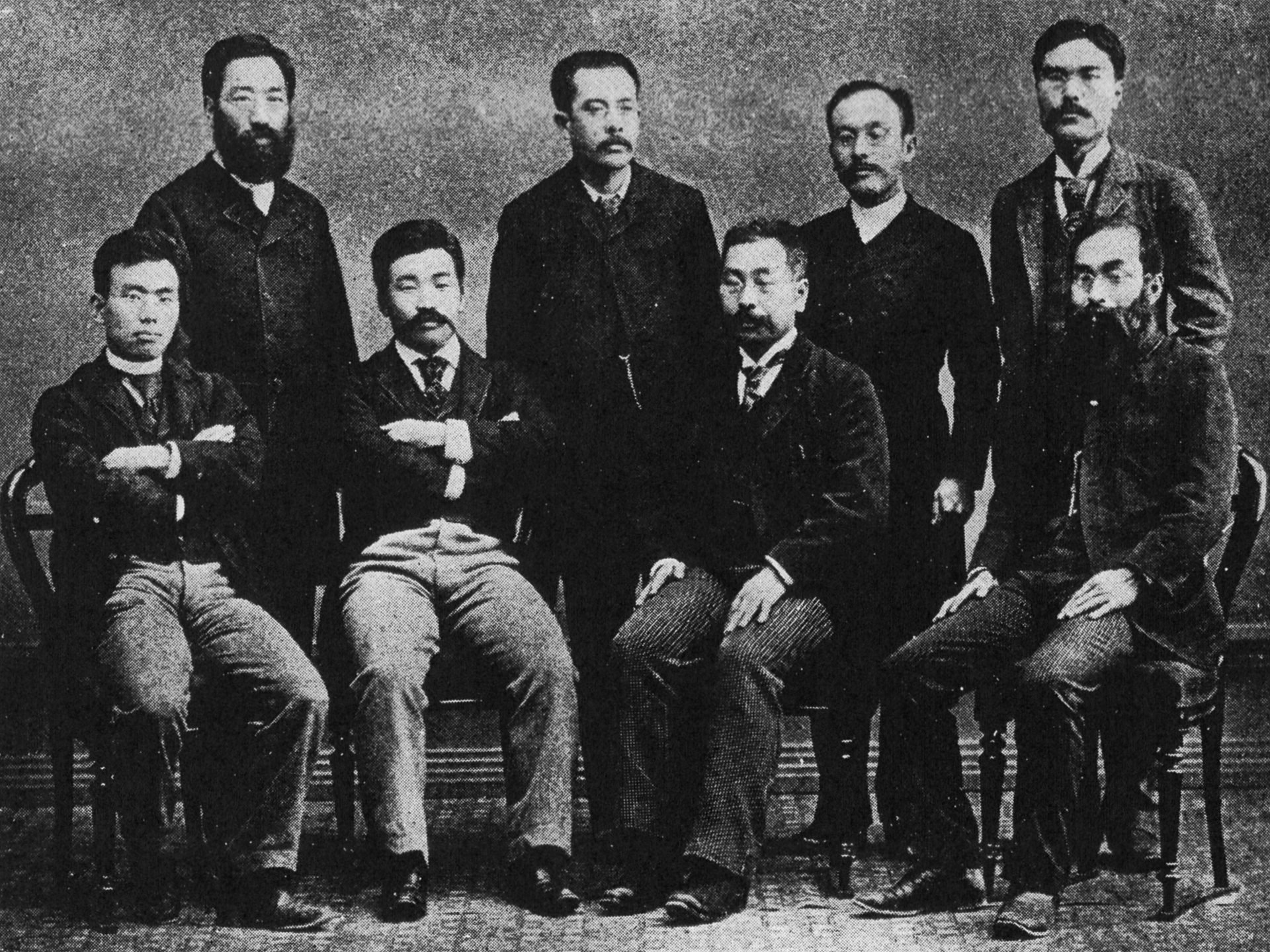
熊本バンドの主要メンバー（1892年、前列左から下村孝太郎、市原盛宏、小崎弘道、宮川経輝、後列左から海老名弾正、横井時雄、不破唯次郎、森田久萬人）

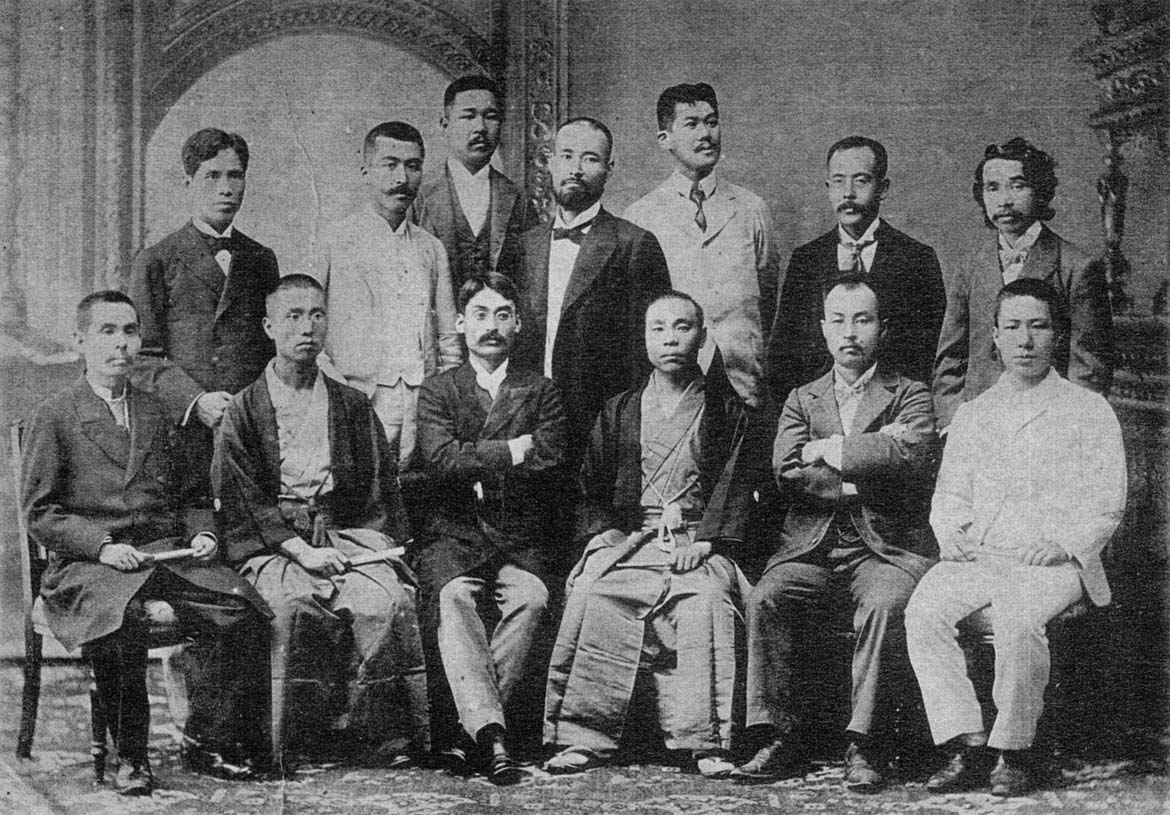
浮田和民（前列左端）と岸本能武太（前列左から5人目）、田中喜一（後列右端）

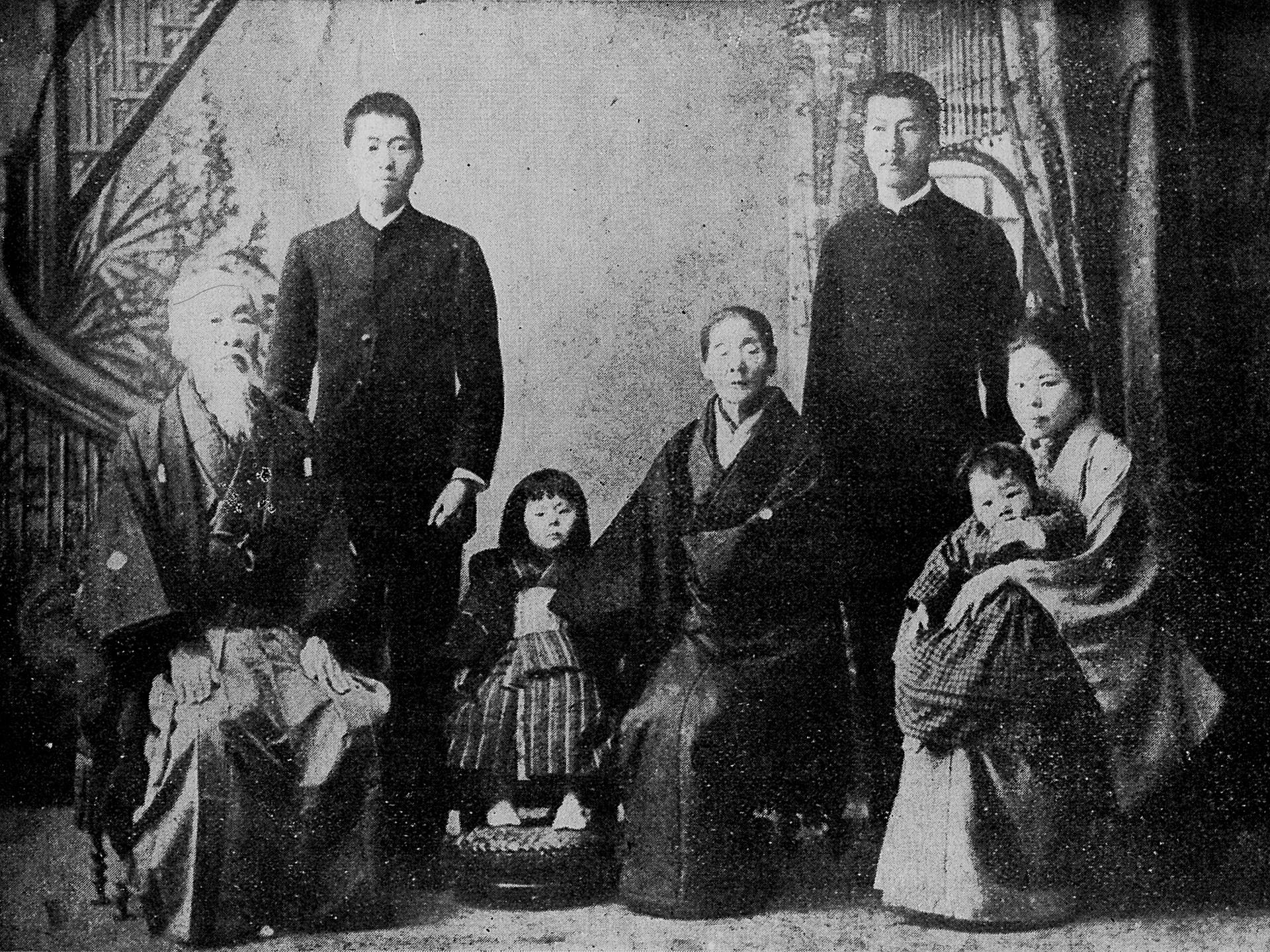
徳富蘇峰（右奥）と徳冨蘆花（左奥）

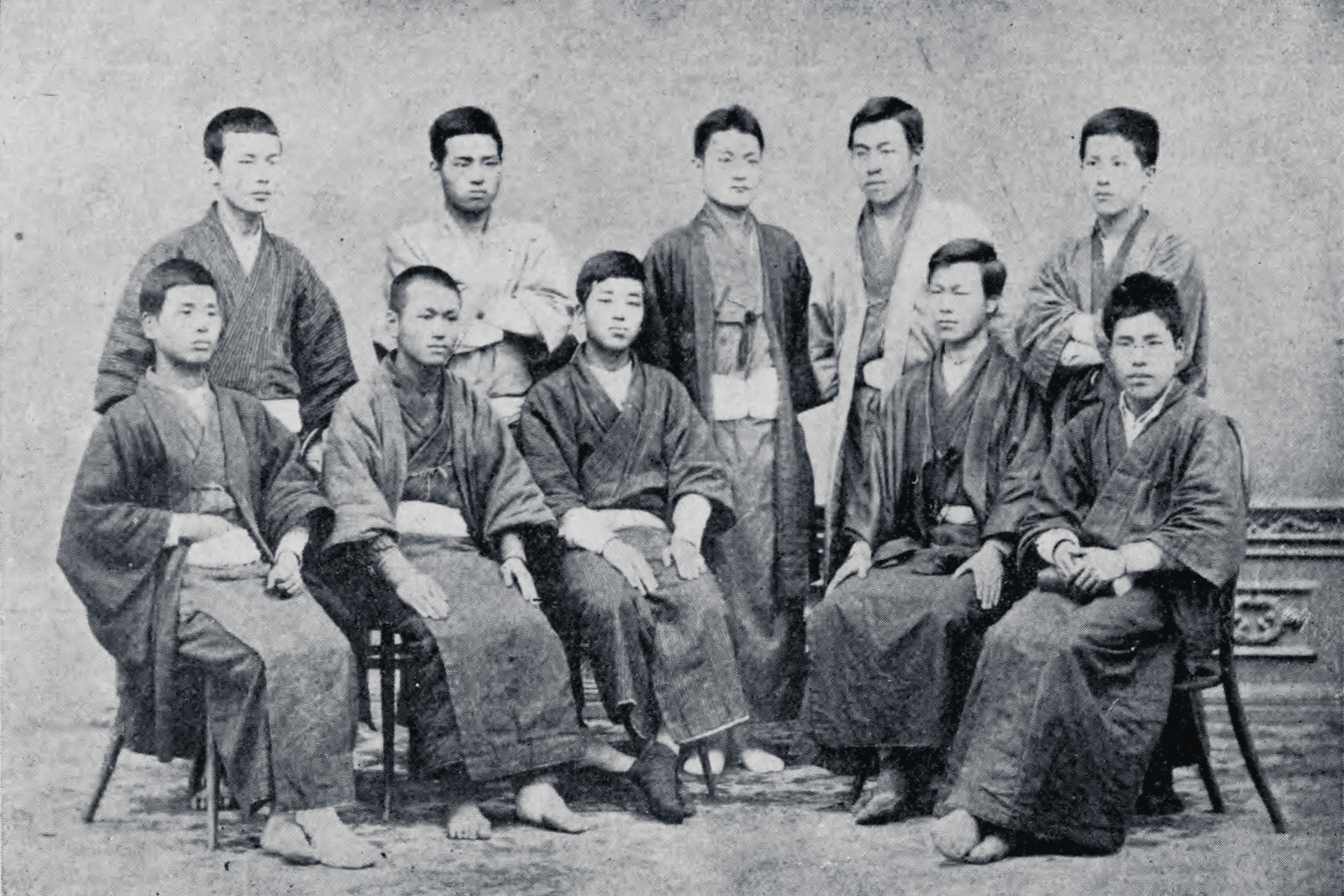
露無文治（前列右端）と牧野虎次（右奥）、山室軍平（左奥）

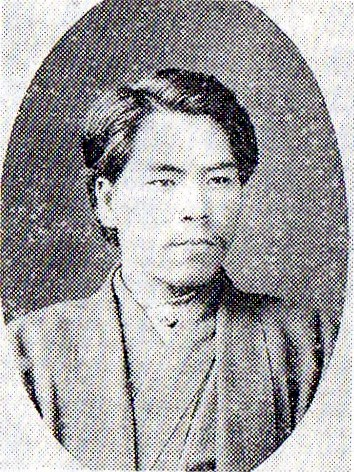
金森通倫

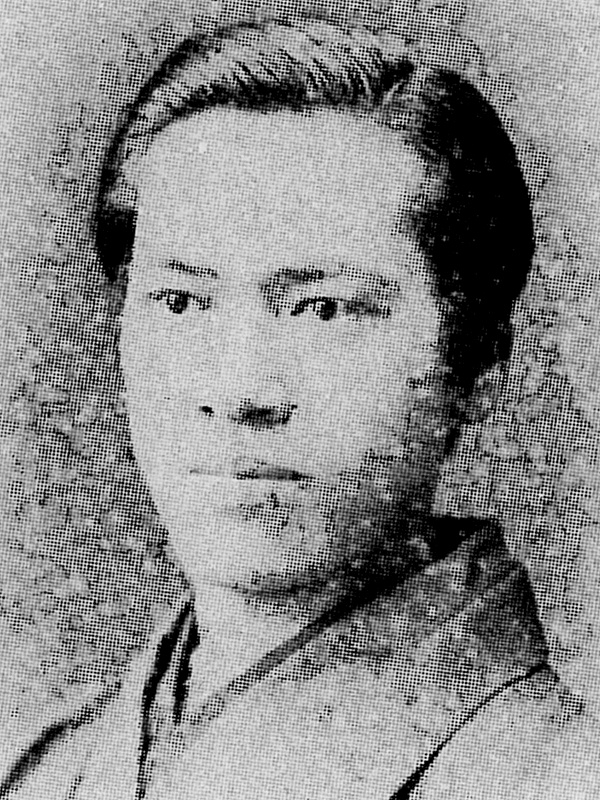
原田助

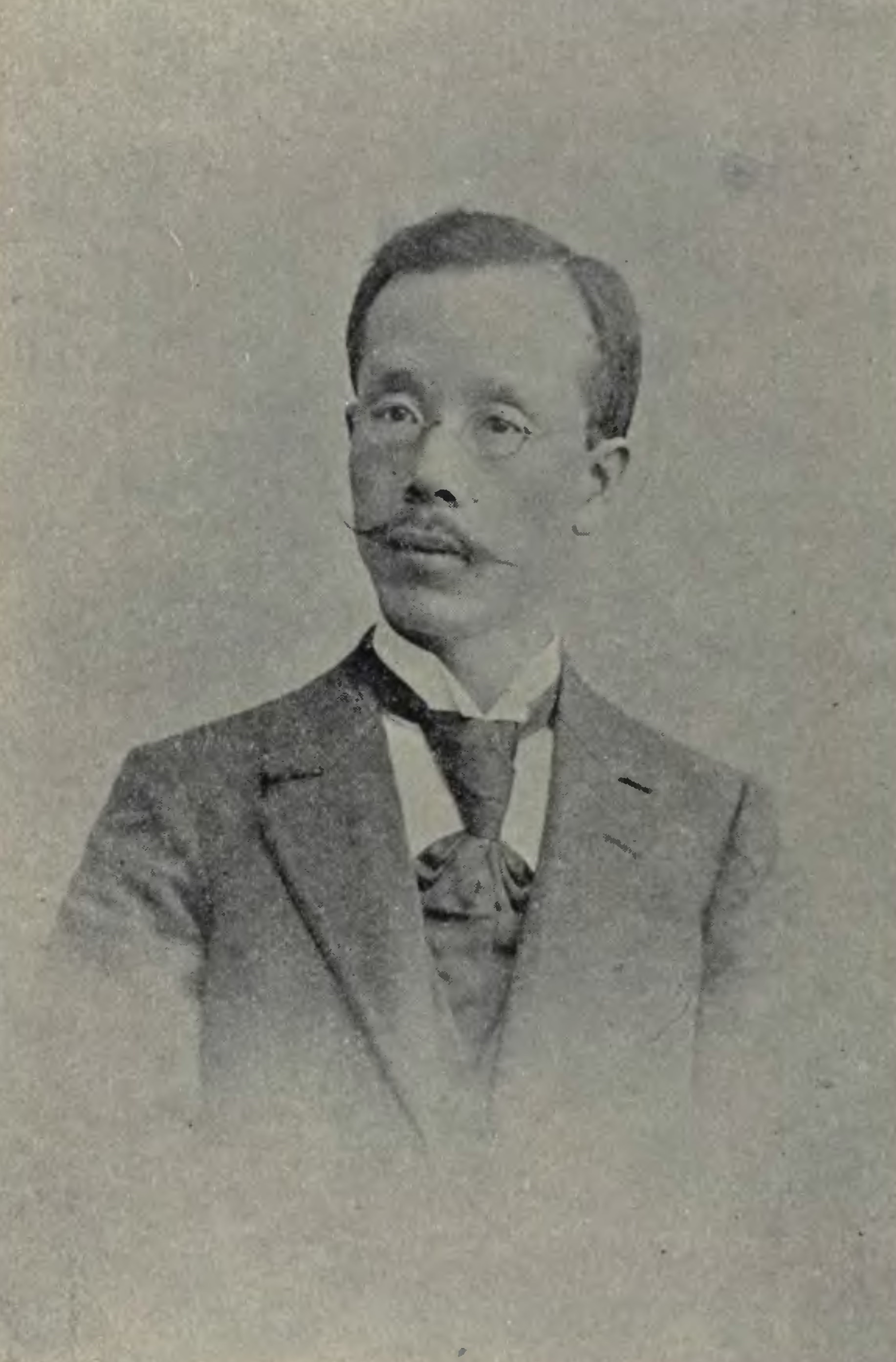
大西祝

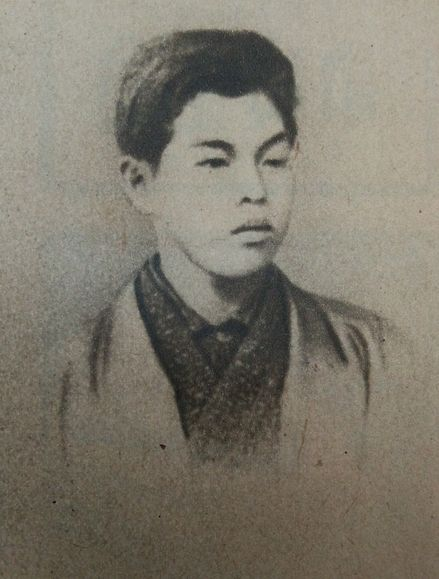
安部磯雄

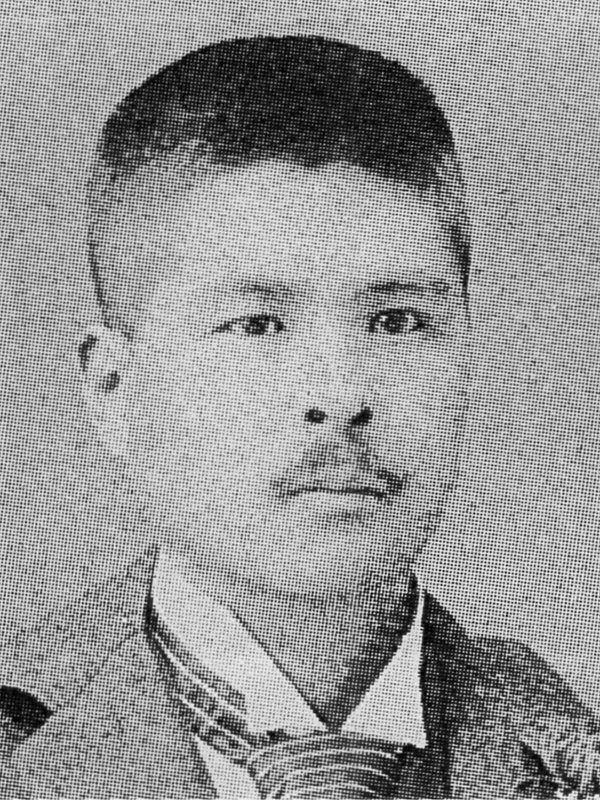
深井英五

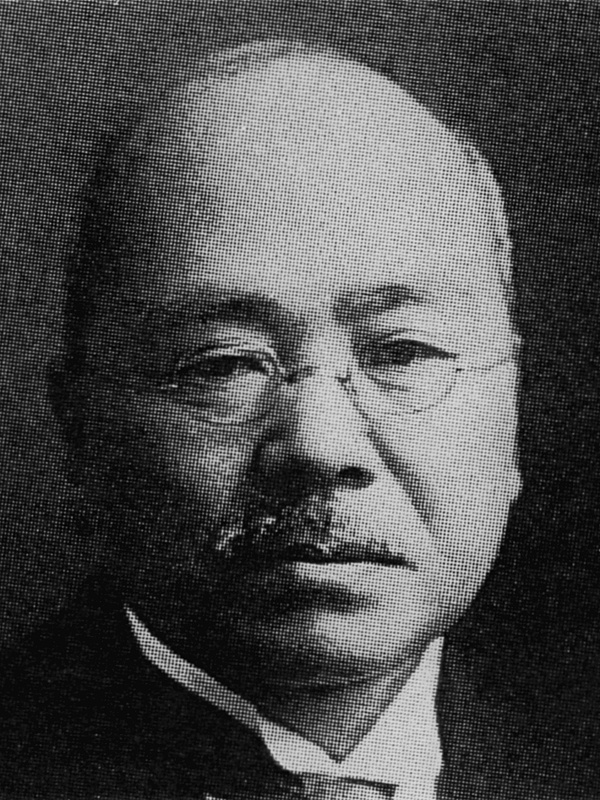
小野英二郎

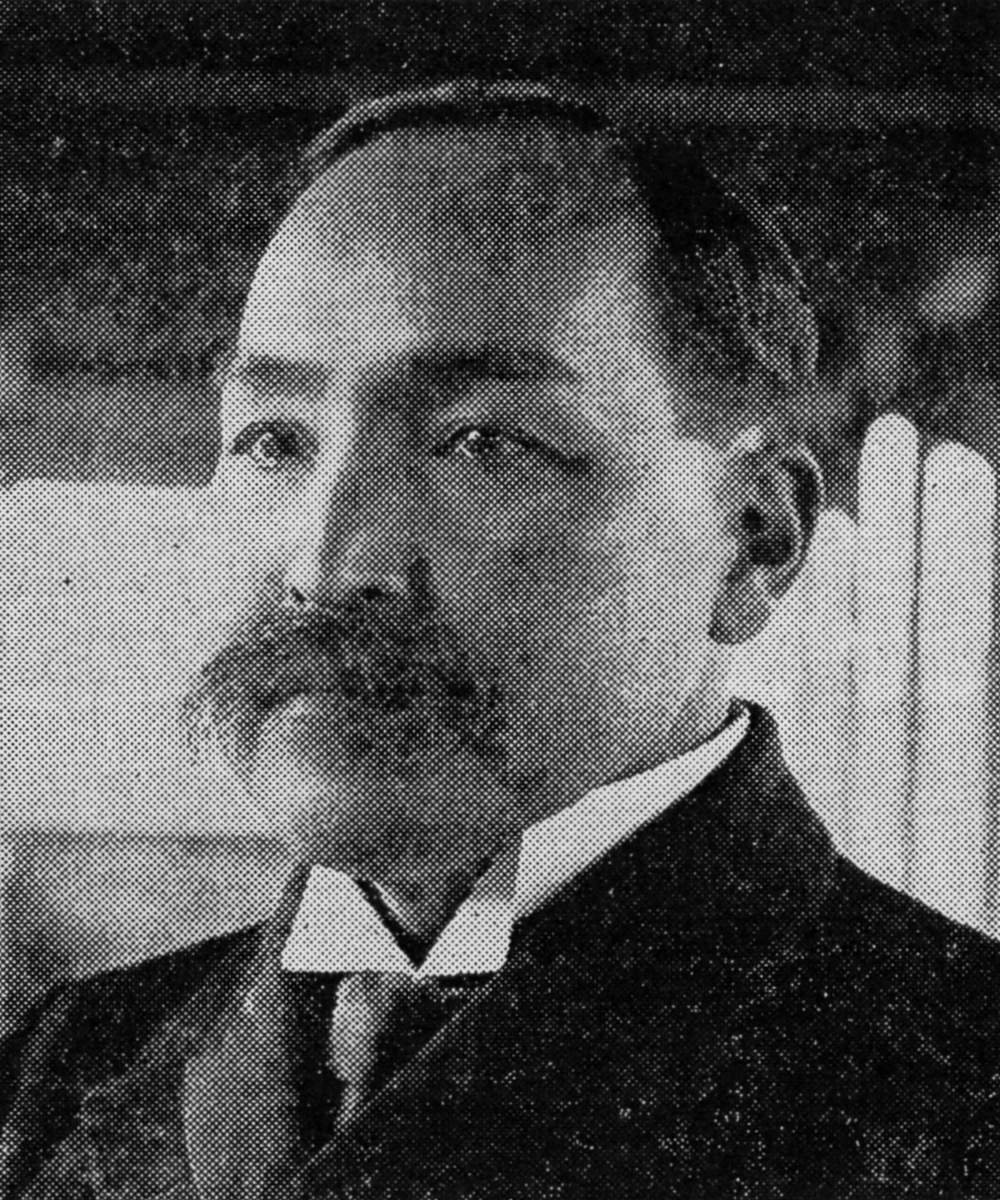
湯浅吉郎

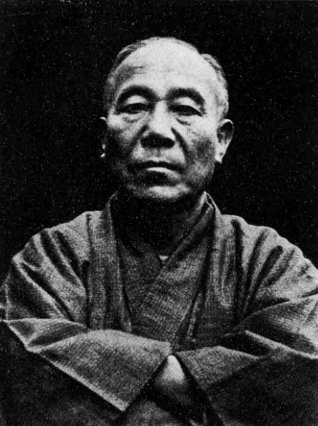
留岡幸助

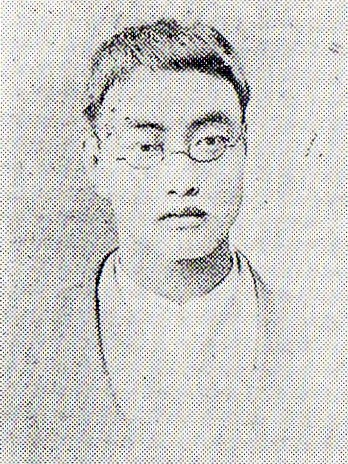
柏木義円

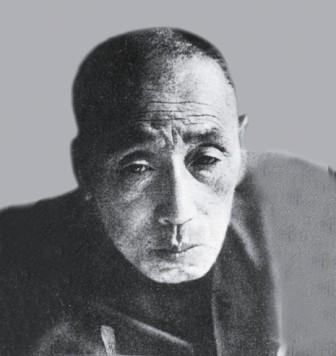
児玉花外

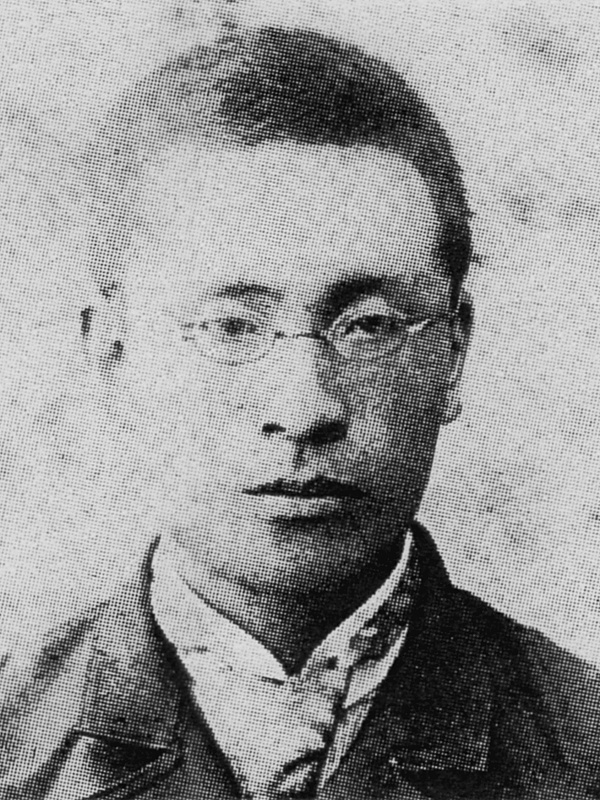
水崎基一

- 上野栄三郎（最初の入学者、実業家、同志社理事）
- 須田明忠（最初の入学者、牧師、共愛女学校幹事）
- 田中助三郎（最初の入学者）
- 中島力造（最初の入学者、倫理学者）
- 二階堂円造（最初の入学者、牧師）
- 本間重慶（最初の入学者、天満教会牧師）
- 元良勇次郎（最初の入学者、心理学者）
- 市原盛宏（熊本バンド、最初の卒業生、横浜市長、朝鮮銀行総裁）
- 浮田和民（熊本バンド、最初の卒業生、早稲田大学教授）
- 海老名弾正（熊本バンド、最初の卒業生、本郷教会牧師、同志社第8代総長）
- 岡田松生（熊本バンド、最初の卒業生、熊本県会議員、実業家）
- 加藤勇次郎（熊本バンド、最初の卒業生、実業家）
- 金森通倫（熊本バンド、最初の卒業生、同志社普通学校長兼神学校長、石破茂の曽祖父）
- 小崎弘道（熊本バンド、最初の卒業生、霊南坂教会牧師、同志社第2代社長）
- 下村孝太郎（熊本バンド、最初の卒業生、同志社第6代社長）
- 不破唯次郎（熊本バンド、最初の卒業生、平安教会牧師）
- 宮川経輝（熊本バンド、最初の卒業生、大阪教会牧師）
- 森田久萬人（熊本バンド、最初の卒業生、同志社神学校教頭）
- 山崎為徳（熊本バンド、最初の卒業生、神学者）
- 横井時雄（熊本バンド、最初の卒業生、同志社第3代社長、衆議院議員）
- 吉田作弥（熊本バンド、最初の卒業生、外交官）
- 和田正修（熊本バンド、最初の卒業生、外交官、実業家）
- 家永豊吉（熊本バンド、教育者）
- 上原方立（熊本バンド、牧師）
- 長田時行（熊本バンド、牧師）
- 亀山昇（熊本バンド、牧師、教育者）
- 蔵原惟郭（熊本バンド、衆議院議員）
- 徳富蘇峰（熊本バンド、ジャーナリスト、思想家）
- 原田助（熊本バンド、神戸教会牧師、同志社第7代社長）
- 松尾敬吾（熊本バンド、教育者）
- 青木澄十郎（牧師、教育者）
- 麻生正蔵（日本女子大学校第2代校長）
- 有馬良橘（海軍大将、枢密顧問官、明治神宮宮司）
- 安部磯雄（早稲田大学教授、政治家）
- 池袋清風（歌人）
- 今泉真幸（牧師、日本組合基督教会会長）
- 後宮信太郎（実業家）
- 内田康哉（外務大臣、満鉄総裁）
- 大石誠之助（社会主義者、大逆事件で刑死）
- 大久保真次郎（実業家、牧師）
- 大西祝（哲学者）
- 小野英二郎（同志社政法学校教頭、日本興業銀行総裁、オノ・ヨーコの祖父）
- 柏井園（神学者）
- 柏木義円（安中教会牧師、キリスト教思想家）
- 片桐清治（牧師）
- 川澄明敏（牧師）
- 川本恂蔵（同志社病院長）
- 岸本能武太（宗教学者）
- 郷誠之助（実業家、貴族院議員）
- 五島清太郎（動物学者）
- 坂本金弥（ジャーナリスト、衆議院議員）
- 杉田潮（元良勇次郎の兄、牧師）
- 田中喜一（哲学者）
- 辻密太郎（牧師）
- 綱島佳吉（番町教会牧師）
- 露無文治（今治教会牧師）
- 遠山参良（九州学院初代院長）
- 徳冨蘆花（徳富蘇峰の弟、小説家）
- 留岡幸助（社会事業家）
- 長坂鑑次郎（神戸女学院教頭）
- 西尾幸太郎（牧師、日本組合基督教会会長、西尾寿造の兄）
- 二宮邦次郎（松山女学校を設立）
- 丹羽清次郎（朝鮮基督教連合委員長）
- 深井英五（日銀総裁、貴族院議員）
- 堀貞一（リバイバリスト）
- 松浦政泰（同志社女学校校長）
- 松平容大（旧陸奥斗南藩主）
- 牧野虎次（社会事業家、同志社第11代総長）
- 松波仁一郎（法学者）
- 松本亦太郎（心理学者）
- 三谷種吉（伝道者、讃美歌作者）
- 三谷寅之助（三谷種吉の弟、俳優）
- 三宅荒毅（天満教会牧師、梅花女学校校長）
- 村井知至（牧師、社会主義者）
- 村上直次郎（歴史学者）
- 望月興三郎（梅花女学校教頭）
- 湯浅一郎（画家）
- 湯浅吉郎（詩人、聖書学者、図書館学者）

### 同志社学院～専門学校令による同志社大学の在籍者
- 青柳有美（同志社普通学校卒、ジャーナリスト、随筆家、牧師）
- 青山霞村（歌人、詩人）
- 芥川光蔵（映画監督）
- 阿部賢一（早稲田大学第8代総長）
- 有賀鉄太郎（同志社大学神学部長、京都大学文学部長、神戸女学院長）
- 安東長義（実業家、同志社理事）
- 石坂豊一（富山市長、衆議院議員、参議院議員）
- 伊庭孝（音楽評論家、演出家、脚本家）
- 岩村清四郎（めぐみ教会を創設）
- 魚木忠一（神学者、同志社大学神学部長）
- 江口一民（熊本英学校教師、『布哇殖民新聞』を創刊）
- 海老沢亮（日本基督教協議会初代総主事）
- 大澤徳太郎（貴族院議員、同志社理事）
- 大塚節治（神学者、同志社第13代総長）
- 大中寅二（作曲家）
- 大森兵蔵（日本バスケットボールの父）
- 奥村多喜衛（マキキ聖城教会を創設）
- 柏井園（同志社普通学校卒、キリスト教史学者）
- 加藤与五郎（波理須理化学校卒、理学博士）
- 川端忠次郎（牧師）
- 神田重英（香蘭女塾（ハワイ）を創設）
- 小北寅之助（牧師）
- 児玉花外（社会主義詩人、明治大学校歌の作詞者）
- 児玉亮太郎（衆議院議員）
- 小林美登利（ブラジルで活動した教育者）
- 近藤賢二（実業家）
- 清水安三（桜美林学園創立者）
- 鈴木達治（波理須理化学校卒、横浜高等工業学校初代校長）
- 曽我部四郎（英語版） （ホノム義塾（ハワイ）を創設）
- 高木庄太郎（政治学者、同志社大学教授）
- 高畠素之（国家社会主義者）
- 高安月郊（劇作家、詩人）
- 高柳松一郎（大阪商業会議所理事）
- 竹田俊造（日本伝道隊の創始者のひとり）
- 竹友藻風（詩人、英文学者）
- 田崎健作（本郷教会牧師）
- 千葉昌雄（牧師）
- 津下紋太郎（同志社普通学校卒、実業家、同志社理事）
- 永井柳太郎（早稲田大学教授、政治家）
- 中瀬古六郎（波理須理化学校卒、化学者）
- 永代静雄（小説家、新聞記者）
- 野手耐（同志社普通学校卒、内務官僚、朝鮮総督府）
- 秦孝治郎（実業家、同志社理事長）
- 八浜徳三郎（社会事業家）
- 馬場恒吾（ジャーナリスト）
- 樋口貫（ヒロ教会（ハワイ）牧師）
- 日野真澄（同志社神学校中興の祖）
- 古谷重綱（外交官）
- 古谷久綱（衆議院議員）
- 松岡荒村（詩人、評論家）
- 水崎基一（経済学者、浅野綜合中学校初代校長）
- 三宅驥一（同志社普通学校卒、植物学者、東京帝国大学教授）
- 三輪源造（同志社普通学校卒、国文学者）
- 山川均（社会主義者）
- 山室軍平（救世軍日本軍国司令官）
- 山室武甫（山室軍平の長男、救世軍士官）
- 山本宣治（衆議院議員）
- 山本美越乃（同志社普通学校卒、経済学者、京都帝国大学総長）
- 湯浅十郎（ブラジル福音ホーリネス教団牧師）
- 湯浅八郎（昆虫学者、同志社第10・12代総長、国際基督教大学初代学長）
- 湯谷磋一郎（讃美歌作者）
- 渡瀬主一郎（聖書翻訳者）

## 設立支援関係者
| - 青木周蔵 - 伊藤博文 - 井上馨 - 大久保利通 - 大隈重信 - 勝海舟 - 金子堅太郎 | - 木戸孝允 - 九鬼隆一 - 渋沢栄一 - 田中不二麿 - 土倉庄三郎 - 富田鉄之助 - 新渡戸稲造 | - 三島弥太郎 - 陸奥宗光 - 森有礼 - 山本覚馬 - J.D.デイヴィス - D.W.ラーネッド - M.L.ゴードン |

## 関連文献
- 松浦政泰 『同志社ローマンス』 警醒社書店、1918年
- 同志社, 同志社五十年史編纂委員會『同志社五十年史』同志社校友會、1930年。doi:10.11501/1141454。 NCID BN07703547。NDLJP:1141454。
- 青山霞村『同志社五十年裏面史』からすき社、1931年。doi:10.11501/1443595。全国書誌番号:47010958。「国立国会図書館デジタルコレクション」
- 同志社, 同志社社史史料編集所『同志社九十年小史』同志社、1965年。doi:10.11501/9581350。 NCID BN08899502。全国書誌番号:66002102。
- 同志社社史史料編集所, 同志社『同志社百年史』1979年。 NAID 10015301876。
- 同志社山脈編集委員会編 『同志社山脈』 晃洋書房、2003年　ISBN 4771014086
- 保阪正康 『八重と新島襄』 毎日新聞社、2012年　ISBN 9784620321608
- 沖田行司編 『新編 同志社の思想家たち 上』 晃洋書房、2018年　ISBN 9784771030558
- 沖田行司編 『新編 同志社の思想家たち 下』 晃洋書房、2019年　ISBN 9784771031333